# نانسی واکر
 نانسی واکر (انگلیسی: Nancy Walker؛ ۱۰ مهٔ ۱۹۲۲ – ۲۵ مارس ۱۹۹۲) یک هنرپیشه، و کارگردان اهل ایالات متحده آمریکا بود. وی بین سال‌های ۱۹۳۷ تا ۱۹۹۱ میلادی فعالیت می‌کرد.

## گزیده فیلمشناسی
از فیلم‌ها یا برنامه‌های تلویزیونی که وی در آن نقش داشته‌است می‌توان به آثار زیر اشاره کرد.
- ۴۰ قیراط (فیلم) (۱۹۷۳)
- قتل با مرگ (۱۹۷۶)
- امور خانوادگی (۱۹۷۰–۱۹۷۱)
- دختران زرین (۱۹۸۷)
- ستوان کلمبو (۱۹۹۰)